# Armaturatanais atlanticus
Armaturatanais atlanticus is een naaldkreeftjessoort . De wetenschappelijke naam van de soort is voor het eerst geldig gepubliceerd in 2006 door Larsen, Blazewicz-Paszkowycz & Cuhna.